# Малага (Колумбия)
Малага (исп. Málaga) — город и муниципалитет в северо-восточной части Колумбии, на территории департамента Сантандер. Входит в состав провинции Гарсия-Ровира.

## История
Поселение, из которого позднее вырос город, было основано капитаном Херонимо де Агуайо 10 марта 1542 года. Муниципалитет Малага был выделен в отдельную административную единицу в 1695 году.

## Географическое положение

Муниципалитет Малага

Город расположен в восточной части департамента, в горной местности Восточной Кордильеры, к западу от реки Сервита, на расстоянии приблизительно 59 километров к юго-востоку от города Букараманги, административного центра департамента. Абсолютная высота — 2210 метров над уровнем моря.
Муниципалитет Малага граничит на севере и северо-востоке с территорией муниципалитета Консепсьон, на северо-западе — с муниципалитетом Сан-Андрес, на юго-западе — с муниципалитетом Молагавита, на юге — с муниципалитетом Сан-Хосе-де-Миранда, на юго-востоке — с муниципалитетом Энсисо. Площадь муниципалитета составляет 58 км².

## Население
По данным Национального административного департамента статистики Колумбии, совокупная численность населения города и муниципалитета в 2015 году составляла 18 382 человека.
Динамика численности населения муниципалитета по годам:
| 2005   | 2006   | 2007   | 2008   | 2009   | 2010   | 2011   | 2012   | 2013   | 2014   | 2015   |
| ------ | ------ | ------ | ------ | ------ | ------ | ------ | ------ | ------ | ------ | ------ |
| 18 706 | 18 671 | 18 640 | 18 604 | 18 581 | 18 552 | 18 522 | 18 486 | 18 455 | 18 426 | 18 382 |

Согласно данным переписи 2005 года мужчины составляли 47 % от населения Малаги, женщины — соответственно 53 %. В расовом отношении белые и метисы составляли 99,7 % от населения города; негры, мулаты и райсальцы — 0,2 %; индейцы — 0,1 %.
Уровень грамотности среди всего населения составлял 93,4 %.

## Экономика
Основу экономики Малаги составляет сельское хозяйство.
51,5 % от общего числа городских и муниципальных предприятий составляют предприятия торговой сферы, 33,6 % — предприятия сферы обслуживания, 12,9 % — промышленные предприятия, 2 %— предприятия иных отраслей экономики.

## Транспорт
Через город проходит национальное шоссе № 55 (исп. Ruta Nacional 55). В окрестностях Малаги расположен аэропорт.